# Jarosław Warylewski
Jarosław Krzysztof Warylewski (ur. 24 sierpnia 1959 w Gdyni, zm. 1 listopada 2020) – polski prawnik, adwokat, profesor nauk prawnych, specjalista w zakresie prawa karnego, profesor Uniwersytetu Gdańskiego. W latach 2004–2012 dziekan Wydziału Prawa i Administracji Uniwersytetu Gdańskiego. Były członek Rady Legislacyjnej przy Prezesie Rady Ministrów.

## Życiorys
W 1987 ukończył studia na Wydziale Prawa i Administracji Uniwersytetu Gdańskiego. Od 1988 zatrudniony na Uniwersytecie Gdańskim, uczeń profesora Mariana Cieślaka. W 1990 ukończył aplikację sędziowską. W 1997 obronił pracę doktorską na Uniwersytecie Gdańskim Zgoda pokrzywdzonego w polskim prawie karnym (promotor: Mirosław Surkont). zaś w 2002 uzyskał habilitację na podstawie pracy Przestępstwa seksualne.
Od 2002 pełnił funkcję prodziekana, od 2004 dziekana Wydziału Prawa i Administracji UG, w latach 2001–2013 kierownik Katedry Prawa Karnego Materialnego i Wykonawczego oraz Psychiatrii Sądowej na macierzystym Wydziale, od 2013 kierownik Katedry Prawa Karnego Materialnego i Kryminologii. W 2004 otrzymał stanowisko profesora nadzwyczajnego na Uniwersytecie Gdańskim. W 2008 otrzymał od Prezydenta RP Lecha Kaczyńskiego tytuł naukowy profesora nauk prawnych. W 2009 otrzymał stanowisko profesora zwyczajnego.
Od grudnia 1996 do września 2004 współautor i członek zespołu redakcyjnego Systemu Informacji Prawnej LEX wydawnictwa Wolters Kluwer Polska. Członek Komisji Egzaminacyjnej do spraw aplikacji adwokackich przy Ministrze Sprawiedliwości w latach 2006–2007.
Pełnił funkcję Rzecznika Dyscyplinarnego Uniwersytetu Gdańskiego w latach 1998–2002. Był redaktorem naczelnym „Gdańskich Studiów Prawniczych – Przegląd Orzecznictwa” oraz członkiem Rady Programowej miesięcznika Edukacja Prawnicza. W latach 2012–2016 był dyrektorem Muzeum Kryminalistyki w Gdańsku.
Członek towarzystw naukowych:
- Międzynarodowego Stowarzyszenia Prawa Karnego (AIDP) – Association Internationale De Droit Pènal,
- International Law Association – Polish Branch (ILA) – Stowarzyszenia Prawa Międzynarodowego – Grupa Polska,
- Polskiego Towarzystwa Kryminalistycznego.

Był członkiem Rady Naukowej Polskiego Towarzystwa Kryminalistycznego.
W swojej pracy naukowo-badawczej zajmował się w szczególności prawem represyjnym.
W ramach działalności dydaktycznej prowadził m.in. wykłady z prawa karnego oraz zajęcia seminaryjne. Promotor przeszło 150 prac magisterskich oraz 4 rozpraw doktorskich. Pod jego kierunkiem w 2005 stopień naukowy doktora uzyskał Radosław Giętkowski, w 2017 Tomasz Snarski.
Recenzent w przewodach doktorskich i habilitacyjnych. Odznaczony Medalem za długoletnią służbę (2008), Złotym Krzyżem Zasługi (2013), oraz Medalem Komisji Edukacji Narodowej (2015).

## Publikacje
Był autorem szeregu publikacji naukowych i opracowań o charakterze praktycznym (łącznie ok. 100 artykułów, glos, recenzji, monografii, podręczników i komentarzy publikowanych m.in. w takich wydawnictwach, jak C. H. Beck, Wolters Kluwer, LexisNexis), w tym 14 książkowych.
Książki:
- Molestowanie seksualne w miejscu pracy, Sopot 1999
- Przestępstwa seksualne, Gdańsk 2001
- Przestępstwa przeciwko wolności seksualnej i obyczajności. Komentarz, Warszawa 2001
- Wstęp do nauki prawa karnego, Gdańsk 2002
- Zasady techniki prawodawczej. Komentarz do rozporządzenia (red. naukowy i współautor), Warszawa 2003
- Prawo karne. Część ogólna, Warszawa 2005
- Odpowiedzialność podmiotów zbiorowych w prawie polskim i europejskim (współautor), Bydgoszcz 2006
- Kara. Podstawy filozoficzne i historyczne, Gdańsk 2007

## Upamiętnienie
- W 2021 nakładem Wydawnictwa „Więź” w serii Biblioteka Więzi ukazała się książka Tomasza Snarskiego pt. Kościół katolicki wobec kary śmierci. Między prawem a filozofią i teologią[5], zadedykowana pamięci profesora Jarosława Warylewskiego, orędownika idei humanizmu w prawie karnym oraz stanowczego przeciwnika kary śmierci[6].
- W 2022 nakładem Wydawnictwa Uniwersytetu Gdańskiego została wydana monografia pod redakcją Wojciecha Zalewskiego, Jacka Potulskiego oraz Tomasza Snarskiego pt. Zbrodnia i kara. Refleksje o przeszłości, teraźniejszości i przyszłości prawa karnego. Księga upamiętniająca Profesora Jarosława Warylewskiego[7].
- W 2022 odbyła się na Wydziale Prawa i Administracji Uniwersytetu Gdańskiego ogólnopolska konferencja naukowa poświęcona pamięci profesora Jarosława Warylewskiego[8].